# Rimom (Negueve)
Rimom (em hebraico: Rimmôn, "romã") era uma das "cidades confins" de Judá, depois dada a Simeão (Josué 15:21; I Crônicas 4:32) Ficava no Negueve, perto da fronteira com Edom. Em Josué 15:32 Aim e Rimom são mencionados separadamente, mas em Josué 19:7 e I Crônicas 4:32 as duas palavras são, provavelmente, combinadas, como formando juntas o nome de um lugar, Aim-Rimom. Possivelmente seja a vila de Em-Rimom, que foi reassentada após o Exílio (Neemias 11:29). Em Zacarias 14:10, aparece como marcando a extremidade sul da terra a ser transformada em planície com Jerusalém quando Javé vier. Sua localização atual á incerta, mas alguns estudiosos a associam a Tel Cueilifé (Tel Halife), a 15 quilômetros de Bersebá.